# О (Москенес)

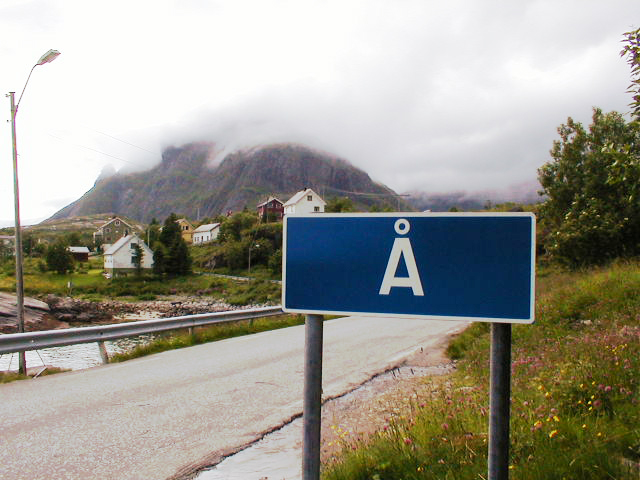
Дорожній знак на в'їзді в О часто крадуть

О (норв. Å — «струмок») — село в комуні Москенес в Лофотені, Норвегія.
О — традиційне рибальське село, що спеціалізується на виготовленні в'яленої риби, а в наш час[коли?] ще й на туризмі. Тут розташовані Музей в'яленої риби в Лофотені і Норвезький музей рибальського села. Траса E10 починається в О і закінчується в місті Лулео в Швеції. Норвезьку частину траси зазвичай називають «дорогою короля Улафа V» (норв. Kong Olav Vs vei).
Це місце часто згадується як О в Лофотені (норв. Å i Lofoten — «і» означає «в»), щоб відрізняти село від інших місць із назвою О (норв. Å). Поштова адреса села — 8392 Сервоґен (норв. Sørvågen).
У травні 2004 року тут стартував велопробіг з пункту А в пункт Б (місцем Б було село Бі в штаті Небраска в США; англійською друга буква латинського алфавіту називається «бі»).

## Назва
Село (початково ферма) вперше згадується в 1567 році. Назва походить від давньоісландського слова á, що означає «річка».